# سلطان أمين القرشي
العقيد سلطان أمين القرشي (1938 -) هو مديرً للاستخبارات العسكرية اليمنية الأسبق خلال سنة 1387 هـ - 1967، ورئيسًا لجهاز الأمن الوطني الأسبق، وأحد مؤسسيه، ووكيلاً لوزارة الخزانة العامة خلال 1393 هـ - 1973، ووزيرًا للتموين والتجارة العامة سنة 1974.

## حياته ونشأته
ولد القرشي سنة 1938 في قرية بين المساجد، في عزلة القريشة في (مديرية الشمايتين في محافظة تعزّ ودرس في عدد من كتاتيبها، ثم انتقل إلى مدينة عدن فدرس فيها المرحلتين؛ الابتدائية والمتوسطة، ثم سافر إلى مصر، فدرس فيها المرحلة الثانوية، ثم التحق بكلية الشرطة في مدينة القاهرة، وحصل على شهادة الليسانس سنة 1383هـ - 1963، وهو أب لثمانية من الأبناء والبنات.

## مناصب
عيّن مديرًا للاستخبارات العسكرية سنة 1387هـ/1967م، ثم رئيسًا لجهاز الأمن الوطني، وهو أحد مؤسسيه، ثم وكيلاً لوزارة الخزانة العامة عام 1393هـ/1973م، ثم وزيرًا للتموين والتجارة العام الذي يلية، وترقى عسكرياً حتى رتبة (عقيد).
كان عضوًا في كلٍّ من: جمعية (منيف) التعاونية، ولجنة توزيع المواد الغذائية لمواطني سهول تهامة، ومجلس إدارة البنك اليمني للإنشاء والتعمير، ومجلس السلم والتضامن العالمي، ومثّل اليمن في مؤتمر السلم والتضامن العالمي في موسكو.

## إسهامات
شارك في فكِّ الحصار الذي شهدته مدينة صنعاء لمدة سبعين يومًا من قبل القوات الملكية عام 1387هـ/1967م، وشارك في فضِّ كثير من النزاعات على المستويين السياسي والاجتماعي، وتعين أمينًا عامًًّا لحزب الطليعة الشعبية عام 1397هـ/1977م.

## اختفائه واعتقاله
اعتقل من قبل جهاز الأمن اليمني سنة 1398 هـ - 1978، ولا يزال مصيره مجهولاً.